# Washington State Route 3

Washington State Route 3 vyznačená červeně v oblasti Pugetova zálivu.

Washington State Route 3 je státní silnice ve státě Washington. Je dlouhá téměř 100 km a rozkládá se mezi Sheltonem na jihozápadě a mostem Hood Canal Bridge na severovýchodě.

## Popis trasy

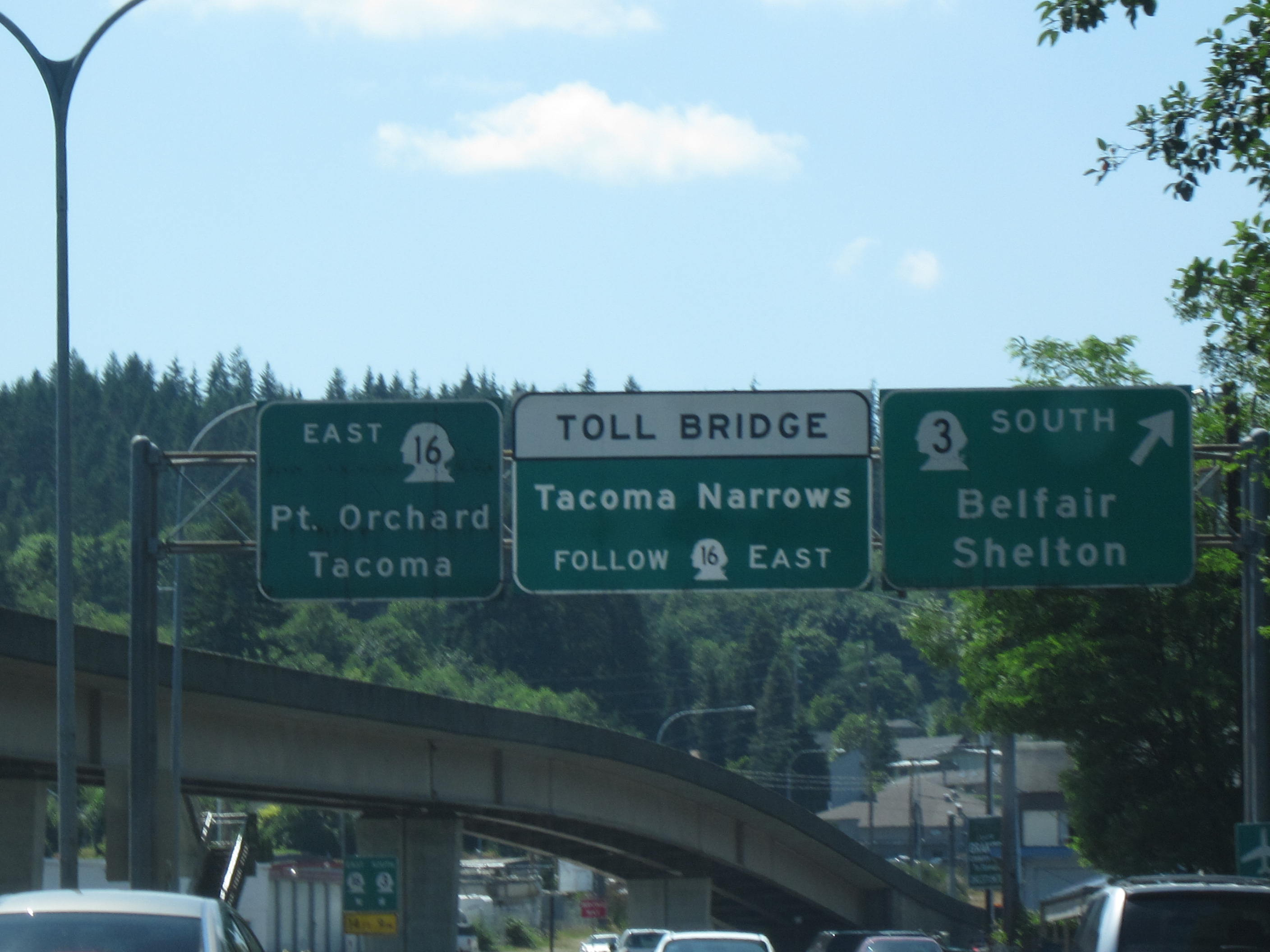
Washington State Route 3 směrem na jih na křižovatce s Washington State Route 16 v Gorstu.

Washington State Route 3 začíná na křižovatce s U.S. Route 101 v Sheltonu na Olympijském poloostrově a míří na severovýchod, do Allynu, kde začíná Kitsapův poloostrov. Dále pokračuje přes Belfair a Gorst až do Bremertonu, kde se stane dálnicí. Dálnicí zůstává celých 24 kilometrů přes Chico a Silverdale a ve městě Poulsbo opět přechází ve dvouproudovou silnici. Koncem silnice je křižovatka s Washington State route 104 na východním konci mostu Hood Canal Bridge.

## Hlavní křižovatky
| Okres  | Místo                 | Míle  | Cesta/y                                                                                                 | Poznámky                                      |
| ------ | --------------------- | ----- | --- | --------------------------------------------- |
| Mason  |                       | 0.00  | Washington State Route 101 do Olympie nebo Port Angeles                                                 | Mimoúrovňová křižovatka                       |
| Mason  | Shelton               | 2.93  | North 1st Street do Port Angeles                                                                        | Bývalá část Washington State Route 101        |
| Mason  |                       | 23.23 | Washington State Route 302                                                                              |                                               |
| Mason  | Belfair               | 24.88 | Washington State Route 106 do Unionu                                                                    |                                               |
| Mason  | Belfair               | 26.35 | Washington State Route 300                                                                              |                                               |
| Kitsap | Gorst                 | 34.23 | Washington State Route 16 Spur do Port Orchardu nebo Tacomy                                             |                                               |
| Kitsap | Gorst                 | 34.48 | Washington State Route 16 do Port Orchardu nebo centra Tacomy                                           | Mimoúrovňová křižovatka, přístup pouze z jihu |
| Kitsap | Gorst                 | 34.73 | West Belfair Valley Road                                                                                | Přístup pouze ze severu                       |
| Kitsap | Jižní konec dálnice   |       | |                                               |
| Kitsap |                       | 36.56 | Washington State Route 304                                                                              | Přístup pouze z jihu                          |
| Kitsap | Bremerton             | 37.26 | Auto Center Way, Loxie Eagans Boulevard                                                                 |                                               |
| Kitsap | Bremerton             | 38.24 | Washington State Route 310 (Kitsap Way)                                                                 |                                               |
| Kitsap | Bremerton             | 39.27 | Austin Drive do Kitsap Lake                                                                             |                                               |
| Kitsap |                       | 41.04 | Chico Way do Chica                                                                                      |                                               |
| Kitsap |                       | 43.43 | Newberry Hill Road                                                                                      |                                               |
| Kitsap |                       | 45.86 | Washington State Route 303 do Silverdale nebo East Bremertonu                                           |                                               |
| Kitsap |                       | 46.84 | Trigger Avenue                                                                                          |                                               |
| Kitsap |                       | 48.43 | Washington State route 308 do Keyportu nebo k námořní základně Kitsap                                   |                                               |
| Kitsap |                       | 52.22 | Finn Hill Road                                                                                          | Přístup pouze ze severu                       |
| Kitsap | Poulsbo               | 52.70 | Washington State Route 305 do Pouslbo nebo na Bainbridge Island                                         |                                               |
| Kitsap | Severní konec dálnice |       | |                                               |
| Kitsap |                       | 59.81 | Washington State Route 104 (Hood Canal Bridge) do Port Gamble, Kingstonu, Port Townsendu a Port Angeles |                                               |